# ロサ・リクソム
ロサ・リクソム（フィンランド語: Rosa Liksom、旧姓アンニ・ユラヴァーラ（Anni Ylävaara）、1958年1月7日 - ）は、フィンランドの女流作家。
ラッピ県ユリトルニオに生まれ、ヘルシンキ大学とコペンハーゲン大学で人類学を、モスクワ大学で社会学を学んだ。宣伝は控え、公の場に登場することもめったにない。

## 受賞歴
- フィンランディア文学賞 2011年 （Hytti nro 6に対して）
- スウェーデン・アカデミー北欧賞  2020年

## 著作

### 長編小説
- Kreisland 1996年
- Reitari 2002年
- Hytti nro 6 2011年

### 短編小説
- Yhden yön pysäkki 1985年
- Unohdettu vartti 1986年
- Väliasema Gagarin 1987年
- Go Moskova go 1988年
- Tyhjän tien paratiisit 1989年
- Bamalama 1993年
- Perhe 2000年
- Maa 2006年

### 児童書
- Jepata Nastan lentomatka 2002年
- Tivoli Tähtisade 2004年